# Seleuc VI Epífanes
Seleuc VI Epífanes o també Nicàtor fou rei selèucida del 96 aC al 95 aC.
Era el fill gran d'Antíoc VIII Grif i quan aquest va morir el 96 aC Seleuc VI va assolir el poder i es va proclamar rei enfront del seu oncle Antíoc IX de Cízic, al que va derrotar en una batalla decisiva, on Grif va morir. Però Antíoc X Eusebi, fill d'Antíoc de Cízic, després d'escapolir-se dels intents de Seleuc per matar-lo, va organitzar una revolta contra ell i va expulsar-lo de Síria. Seleuc va fugir i va establir la seva cort a Mopsuèstia a Cilícia, on va viure amb un luxe excessiu, que va disgustar als habitants de la província que ja patien els atacs pirates i a més eren mobilitzats per la guerra. Actuava de forma tirànica i cruel i imposava impostos altíssims. Va esclatar una rebel·lió i Seleuc va quedar assetjat a l'hipòdrom que va ser incendiat amb ell i els seus fidels dins, o segons alguns relats, es va suïcidar per evitar mals majors. El seu germà Demetri III Eucàros es va proclamar rei al seu lloc i va continuar la guerra contra Antíoc IX i el seu fill Antíoc X Eusebi.